# Кітагава (гребля)
Гребля Кітагава (яп. 北川ダム, кітагава даму) - гребля в Японії на річці Кіта в місті Саїкі (префектура Ойта).
Ця аркова гребля з бетону заввишки 82 м перебуває під управлянням префектури Ойта і є найбільшою серед подібних споруд у басейні річки Гокасе. Її звели за державної підтримки з метою регулювання повеней і для виробництва гідроелектроенергії. Попри те, що утворене греблею водосховище є найбільшим у володіннях префектури Ойта, його називають просто Озеро греблі Кітагава, а якоїсь особливої назви воно не має. 2005 року фонд центру водних ресурсів Японії заніс його до списку ста найбільших водних резервуарів Японії